# تپه خالدین ۲
تپه خالدین ۲ مربوط به دوران‌های تاریخی پس از اسلام است و در استان قزوین، شهرستان بویین زهرا، بخش دشتابی، روستای خالدین واقع شده و این اثر در تاریخ ۲۲ مرداد ۱۳۸۴ با شمارهٔ ثبت ۱۳۲۴۳ به‌عنوان یکی از آثار ملی ایران به ثبت رسیده است.